# Loi d'amnistie du 26 octobre 1795
La loi d'amnistie parlementaire du 26 octobre 1795 est une loi française votée sous la Première République.

## Histoire
La loi du 4 brumaire an IV, proposé par Pierre-Charles-Louis Baudin, votée par la Convention nationale, proclame l’amnistie pour « les faits purement relatifs à la révolution ». L'objectif de cette loi était d'achever symboliquement la Révolution française. Elle est également le fruit de circonstances, du fait, notamment, de l'écrasement de l'insurrection royaliste parisienne, le 5 octobre.
Cherchant également à clore le chapitre de la Terreur, la loi proclame, à son article premier, l'abolition de la peine de mort sur le territoire de la République. L'article 3 indique que « la Convention abolit, à compter de ce jour, tout décret d’accusation, tout mandat d’arrêt mis ou non à exécution, toutes procédures, poursuites et jugements portant sur des faits purement relatifs à Révolution ».
Certains juristes estiment que la loi comprenait tant de réserves qu'elle en était devenue vide et son application impossible. La loi permit cependant à Joseph Fouché d'être remis en liberté.